# لاين ساتكليف
لاين ساتكليف (20 ديسمبر 1974 في المملكة المتحدة - ) (بالإنجليزية: Iain Sutcliffe)‏ هو لاعب كريكت بريطاني. لعب مع نادي مقاطعة لانكشر للكريكت ‏ ونادي مقاطعة ليسترشاير للكريكت ‏ ونادي مقاطعة نورثامبتونشير للكريكت ‏ ونادي الكريكت في جامعة أكسفورد ‏.

## وصلات خارجية
- لاين ساتكليف على موقع إي آس بي آن كريك إنفو (الإنجليزية)